# Галлінаро
Галлінаро, Ґаллінаро (італ. Gallinaro) — муніципалітет в Італії, у регіоні Лаціо,  провінція Фрозіноне.
Галлінаро розташоване на відстані близько 115 км на схід від Рима, 38 км на схід від Фрозіноне.
Населення — 1273 особи (2014).

## Демографія
Населення за роками:

Станом на 1 січня 2023 року в муніципалітеті офіційно проживало 59 іноземців з 16 країн, серед них 29 громадян країн Євросоюзу та 1 громадянин України.

## Сусідні муніципалітети
- Альвіто
- Атіна
- Пічиніско
- Сан-Донато-Валь-ді-Коміно
- Сеттефраті